# Ruby Barnhill
Ruby Barnhill (Knutsford, 16 juli 2004) is een Britse actrice en voormalig kindactrice.
Ruby Barnhill speelt de rol van Sophie in The BFG, de Amerikaanse film van Steven Spielberg uit 2016, in het Nederlands gekend als de verfilming van de Grote Vriendelijke Reus van Roald Dahl. Haar acteerdebuut kwam een jaar eerder, toen ze een rol had in 4 O'Clock Club, een Britse jeugdtelevisiereeks.
- Bibsys: 1483107587652
- Bibliothèque nationale de France: cb171178608 (data)
- Gemeinsame Normdatei: 1124177019
- International Standard Name Identifier: 0000 0004 6015 0000
- Library of Congress Control Number: no2016162918
- Nationale Bibliotheek van Tsjechië: xx0214011
- Système universitaire de documentation: 201044595
- Virtual International Authority File: 2840147727690964710005
- WorldCat: E39PBJB8xtqBrPqPTGVGXp9VYP